# Урім і туммім
Урі́м і туммі́м (івр. אוּרִים תֻוְמִּים) — відомі атрибути з Біблії, з допомогою яких первосвященик від імені народу чи царя запитував Бога (Чис. 27:21).

## Згадки в Біблії

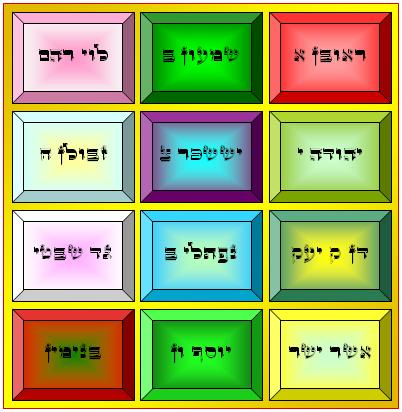
Зображення нагрудника первосвященика з дорогоцінними каменями, на який поміщали урім і туммім

Урім і туммім не раз згадуються в Біблії, скоріш за все вони мали вигляд двох каменів, адже Аарон носив їх разом з іншими каменями на своєму нагруднику. Значення цього слова не зовсім зрозуміле. В Біблії перекладу Огієнка можна зустріти такий коментар: 
|  | Urim — світло (множина) tummim — досконалість (множина). |

Можливі варіанти перекладу: «світла та досконалості», в Септуагінті δήλωσις καὶ ἀλήθεια («свідчення, повідомлення, доказ, пам'ять» і «істина, правда»), в Вульгаті — doctrina et veritas «вчення та істина», в перекладі Біблії церковнослов'янською — «явленіе і істина», в синодальному перекладі — «урім і туммім».
Урім і туммім згадуються в Біблії Вих. 28:30; Лев. 8:8; Чис. 27:21; ; 1 Цар. 28:6; Езд. 2:63; Неем. 7:65 — у тлумачів немає певної думки про значення виразу «урім і туммім» (у трьох місцях, мабуть, тільки з метою скорочення, вжито тільки одне слово «урім»). Ніде не сказано про їх виготовлення, як сказано про всі інші Вих. 28:2-29, 31-43), але сказано тільки про їх «покладання» Вих. 28:30). Можна припустити, що урім і туммім означає якусь можливість (здатність) запитувати і розуміти волю Божу. Деякі вважають, цей вислів відображало поняття «жереб», оскільки слова «урім» і «туммім» на івриті починаються: перше — на першу букву алфавіту (алеф), а друге — на останню (тав). Пов'язувалася така можливість з наперсником, хоча воля Божа запитувалась також і за посередництвом ефоду 1 Цар. 23:9-12;30:7-8). Після Давида вони більше не згадуються.

## Згадки в інших джерелах
Йосип Флавій не відділяв їх від дорогоцінних каменів нагрудника первосвященника, приписуючи їм особливий блиск, коли Бог милостиво приймав жертвам і віщував перемогу під час бою. Флавій припускає, що камені ці перестали сяяти років за двісті до того часу, як він почав писати свою історію (Древн. книги 3, Розділ 8). Інші розуміють — сам наперсник або слово з дорогоцінними каменями його, знаходячи підставу в тому, що імена урім і туммім відповідають камінню нагрудника, які за своїм блиском могли бути названі світлом, по своїй перевазі як природного, так і штучного блиску і досконалістю. На думку деяких західних тлумачів Священного Писання урім і туммім, як символ істини, запозичений Мойсеєм у єгиптян, у яких верховний жрець носив на золотому ланцюжку на шиї, як образ або символ істини, прикрасу з дорогоцінних каменів, що мала назву «істина».

## Урім і туммім в культурі
Цитата з книги «Патріархи і Пророки»:
|  | На правій і лівій стороні нагрудника розміщувалися два великих, яскраво виблискуючих камені. Вони відомі як Урім і Тумім. За допомогою цих каменів первосвященик дізнавався Божу волю. Коли на суд Божий виносилися різні питання, ореол світла навколо дорогоцінного каменю справа був знаком Божественного згоди або схвалення, а хмара, що затінює камінь ліворуч, служило доказом відкидання або несхвалення. |

Урім також згадується в єврейсько-хозарському листуванні.
Вираз також є девізом Єльського університету.
У Пауло Коельйо в романі «Алхімік» головний герой Сантьягго отримує від мудреця два камені — чорний і білий, що так і звуться урім і туммім, перший означає «так», а інший «ні». Їх ціль допомагати робити вибір в складній ситуації, та їх можна використати лише три рази.